# Копальня Окідайто
Копальня Окідайто – колишній гірничодобувний майданчик на японському острові Окідайто зі складу архіпелагу Дайто (в багатьох джерелах згадується за старою назвою острова – Раса).
На початку 1900-х років японці узялись за освоєння раніше безлюдних островів Дайто, що лежать у Філіппінському морі за три сотні кілометрів на схід від Окінави. Острів Мінамідайто перетворився на великий центр виробництва цукру, тоді як розташовані південніше та північніше Окідайто та Кітадайто передусім відомі завдяки своїм фосфоритовим копальням (які є єдиними гірничодобувними майданчиками в історії Японії, що здійснювали видобуток фосфоритів у промислових масштабах). 
Розробку фосфоритів на Окідайто почала в 1911 році компанія Rasa Island Phosphate Ore Company (ラサ島燐礦株式會社), яка облаштувала комплекс споруд копальні, зокрема, залізницю для транспортування фосфоритів в межах острова, сховище та причал для відвантаження продукції. Видобуток вели відкритим способом, при цьому для полегшення робіт використовували вибухівку.
Первісно збут фосфоритів Окідайто зустрівся з великими проблемами, оскільки цьому перешкоджала компанія Mitsui, що займалась імпортом аналогічної сировини. Втім, у 1913-му власник копальні зміг досягнути угоди про поставки з кількома великими виробниками добрив (зокрема, Japan Artificial Fertilizer Company), а також відкрив власний невеликий завод у Токіо. У комплексі з логістичними проблемами часів Першої світової війни, які негативно впливали на імпорт, це справило вражаючий вплив на розвиток видобутку – якщо в 1911-му з Окідайто відправили лише 10 тисяч тонн фосфоритів, то в 1918-му цей показник склав вже 183 тисячі тонн (і є відомості, що в подальшому змогли досягнути рівня у 200 тисяч тонн, що дорівнювало третині споживання всієї Японії). Відповідним чином розвивалась і копальня, яка мала вже 4 причали, крім того, на колись безлюдному острові розгорнули сільськогосподарське виробництво, що покривало власні потреби. А після того, як компанія втратила під час тайфуну два судна, на Окідайто облаштували пост спостереження за погодою та встановили радіовежу.
Завершення Першої світової війни та повноцінне відновлення імпорту фосфоритів, що створило висококонкурентний ринок, мало вкрай негативний вплив на копальню Окідайте. Її власник зустрівся з фінансовими проблемами і в 1922-му розробку припинили (за іншими даними, зупинка виробництва на Окідайто припала на 1928 рік). Всього в цей перший період діяльності накопичений видобуток склав 1103 тисячі тонн фосфоритів.
У першій половині 1930-х вдалось провести реструктуризацію компанії (що з 1934-го діяла як Rasa Industries Ltd.) та звільнення її від боргового тягаря. Як наслідок, у 1935 році відновили розробку покладів Окідйато, втім, з показниками далекими від пікового рівня кінці 1910-х років. Так, в 1935-му відправили 30 тисяч тонн фосфоритів, у 1936 – 1938 роках цей показник коливався між 54 та 60 тисячами тонн, а потім почалось зниження і в 1941-му вивезли лише 35 тисяч тонн. 
На тлі вступу до Другої світової війни та припинення міжнародної торгівлі Японія активізувала розробку внутрішніх ресурсів і в 1942-му поставки з Окідайто знову зросли – до 45 тисяч тонн. Втім, запаси знаходились на межі вичерпання і вже в 1943-му видобуток знову обвалився до 35 тисяч тонн, а за 1944 рік з острова вивезли лише 5 тисяч тонн фосфоритів. Всього з 1935 по 1944 роки накопичений видобуток склав 415 тисячі тонн фосфоритів.
24 лютого 1944-го американський підводний човен USS Pogy обстріляв фосфоритові розробки на Окідайто з палубної артилерії, а 17 квітня того ж року обстріл повторили вже дві субмарини – USS Barb та Steelhead. Також відомо, що 28 березня 1944-го USS Barb торпедував та потопив транспорт «Фукусєй-Мару» (2219 GRT), при цьому за різними джерелами це сталось чи то за 5 км, чи то за 23 км на південь від Окідайто (джерела не містять вказівки, чи було завдання «Фукусєй-Мару» якось пов’язане з фосфоритовими розробками).
В часи розквіту видобувної діяльності на Окідайто проживало до 2000 осіб, проте по завершенні розробки він знову знелюднів.